# Nyambozi
Nyambozi är ett periodiskt vattendrag i Burundi.   Det ligger i provinsen Muyinga, i den centrala delen av landet, 110 km öster om huvudstaden Bujumbura.
Omgivningarna runt Nyambozi är en mosaik av jordbruksmark och naturlig växtlighet. Runt Nyambozi är det ganska tätbefolkat, med 179 invånare per kvadratkilometer.